# Episparis lunata
Episparis lunata är en fjärilsart som beskrevs av Holland 1894. Episparis lunata ingår i släktet Episparis och familjen nattflyn. Inga underarter finns listade i Catalogue of Life.